# Війна світів (фільм, 1953)
«Війна світів» (англ. The War of the Worlds) — американський науково-фантастичний фільм режисера Байрона Гаскіна за твором «Війна світів» Герберта Веллса, знятий в 1953 році.
Час дії в екранізації перенесено з Англії 1900 року до Каліфорнії 1950-х років.

## Сюжет
Фільм відкривається словами, що впродовж двох світових воєн люди боролися, вигадуючи все смертоносніші засоби знищення одні одних. Однак тим часом марсіани готували вторгнення на Землю через виснаження ресурсів своєї планети.
Жителі каліфорнійського містечка Лінда Роза спостерігають падіння на землю великого метеорита. Влада міста звертається за допомогою в обстеженні метеорита до групи вчених, які відпочивали неподалік. Астроном і ядерний фізик Клейтон Форрестер погоджується допомогти. Прибувши до Лінда Роза, він знайомиться з місцевою бібліотекаркою Сільвією Ван Бюрен. Вони вирушають до метеорита, де Клейтон виявляє, що впалий об'єкт імовірно порожнистий та радіоактивний. Жителі міста розходяться, чекаючи, коли об'єкт охолоне. Тим часом метеорит розкривається і виявилося космічним кораблем марсіан. Прибульці на літаючій техніці дезінтегрують навколишніх людей і просуваються до міста. Електромагнітний імпульс від корабля вимикає всі електричні прилади.
Марсіани просуваються околицями, винищуючи людей та руйнуючи будівлі. На допомогу прибуває американська армія, проте людська зброя не може зашкодити інопланетним апаратам, захищеним силовими полями. Дядько Сільвії пастор Метью Коллінз намагається завадити марсіанам молитвою, але гине від їхнього променя. Жителі Лінда Роза в паніці покидають місто.
Клейтон і Сільвія рятуються на невеликому літаку, але його підбивають марсіани й літак падає в пустках. Клейтон з Сільвією переховуються в покинутому будинку. Корабель марсіан обстежує кімнати з допомогою механічного щупальця. Потім всередину заповзає один з марсіан, схожий на високого слимака з двома гнучкими руками та трьома різнобарвними очима. Клейтон відбивається від марсіанина і відрубує механічне щупальце. Парі вдається втекти та дістатися до штабу, де вони віддають зразок крові прибульця і щупальце для дослідження. Одна з дослідниць встановлює, що імунна система марсіан дуже примітивна.
Після захоплення марсіанами стратегічних земних пунктів оборони, у Вашингтоні вирішують завдати по ворогах ядерного удару. В околицях Лос-Анджелеса, на місці першої висадки марсіан, на їхній корабель скидають найпотужнішу з наявних атомних бомб. Однак силове поле захищає корабель і він лишається неушкодженим.
Невдовзі марсіани, прибуваючи на нових кораблях, руйнують найбільші міста Землі. Жителі Лос-Анджелеса, на який насуваються загарбники, поспіхом тікають. Клейтон сподівається покинути місто на вантажівці, але натовп відбирає автомобіль. Клейтон лишається у безлюдному місті та вирішує знайти Сільвію. Після блукань містом, куди вже залетіли прибульці, він знаходить Сільвію в церкві. Марсіани нищать все на шляху і люди, що сховалися в церкві, очікують загибелі. Проте атака припиняється і зрештою люди наважуються вийти назовні.
Натовп бачить помираючого марсіанина та апарати прибульців, які стають некеровані й падають. Попри високі технології, марсіани виявляються безсилі проти земних бактерій. Фільм завершується словами оповідача, що люди вижили завдяки найменшим створінням, яких Бог мудро поселив на Землі разом з людьми.

## У ролях
- Генне Баррі — доктор Клейтон Форрестер
- Енн Робінсон — Сільвія ван Бюрен
- Лес Тремейн — генерал Манн
- Боб Корнтуейт — доктор Прайор
- Сандро Гігліо — доктор Білдербек
- Льюїс Мартін — пастор, доктор Метью Коллінз
- Ноуслі Стівенсон — молодший помічник генерала Манна
- Пол Фріс — репортер радіо
- Білл Фіппс — мати Перрі
- Вернон Багаті — полковник Ральф Геффнер
- Генрі Брендон — поліцейський на місці катастрофи
- Джек Красчен — Сальваторе
- Седрік Хардвік — передач голосу коментаря / оповідач
- Чарльз Гемора — марсіанин
- Гертруда Гофманн — постачальник новин

## Наукові неточності
На початку фільму згадується, що марсіани не колонізували планети-гіганти через важкі природні умови. Уран і Нептун називаються темними й холодними, Сатурн — промерзлим на 15 тис. миль вглиб, а Юпітер — покритим лавою. В час створення фільму ще не було точно відомо, що ці планети не мають твердої поверхні, а було відомо лише склад їх атмосфери.